# Gorbio
Gorbio (okzitanisch Gòrbs) ist eine französische Gemeinde mit 1568 Einwohnern (Stand 1. Januar 2022) im Département Alpes-Maritimes in der Region Provence-Alpes-Côte d’Azur. Die Einwohner werden Gorbarins genannt.
Gorbio ist ein typisches „Village Perché“ (Bergdorf). Es liegt zwischen den südlichen Orten Roquebrune-Cap-Martin und Menton am Mittelmeer (Côte d’Azur) und Sainte-Agnès, einem nordöstlich liegenden weiteren Bergdorf in den französischen Seealpen. Es liegt bislang abseits der Touristenströme.
In Gorbio wird als Dialekt das okzitanische Niçois gesprochen, im Gegensatz zu den Nachbargemeinden Roquebrune-Cap-Martin und Menton, wo das ligurische Monegassisch gesprochen wird.
Südlich des Ortes verläuft die Autoroute A 8 (La Provençale), wegen der Beschaffenheit des bergigen Geländes teilweise über Viadukte, teilweise durch Tunnel.

## Bevölkerungsentwicklung
| Jahr      | 1962 | 1968 | 1975 | 1982 | 1990 | 1999  | 2009  | 2017  |
| --------- | ---- | ---- | ---- | ---- | ---- | ----- | ----- | ----- |
| Einwohner | 571  | 644  | 538  | 576  | 930  | 1.154 | 1.275 | 1.547 |

## Sehenswürdigkeiten

Schmale Gassen in Gorbio
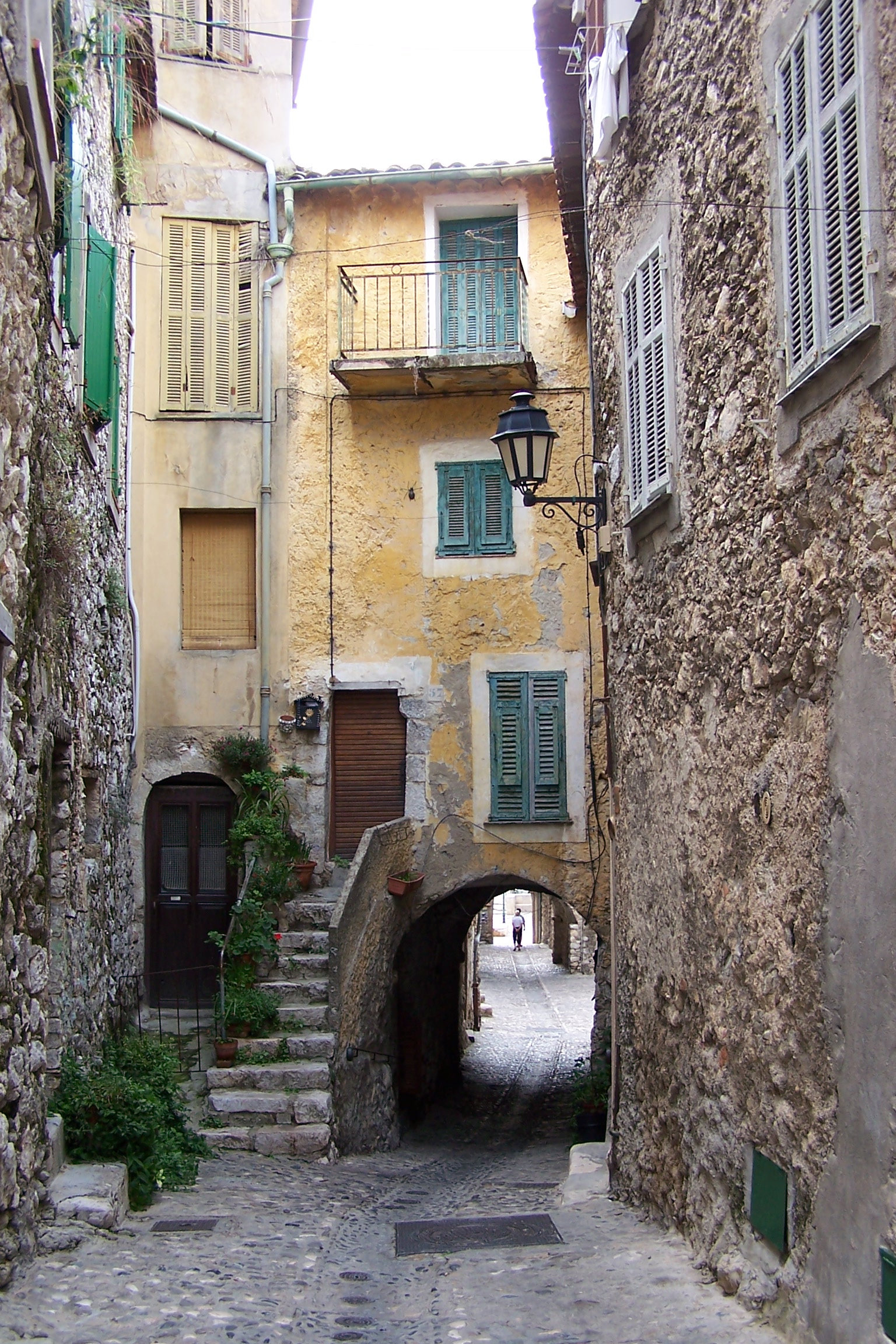
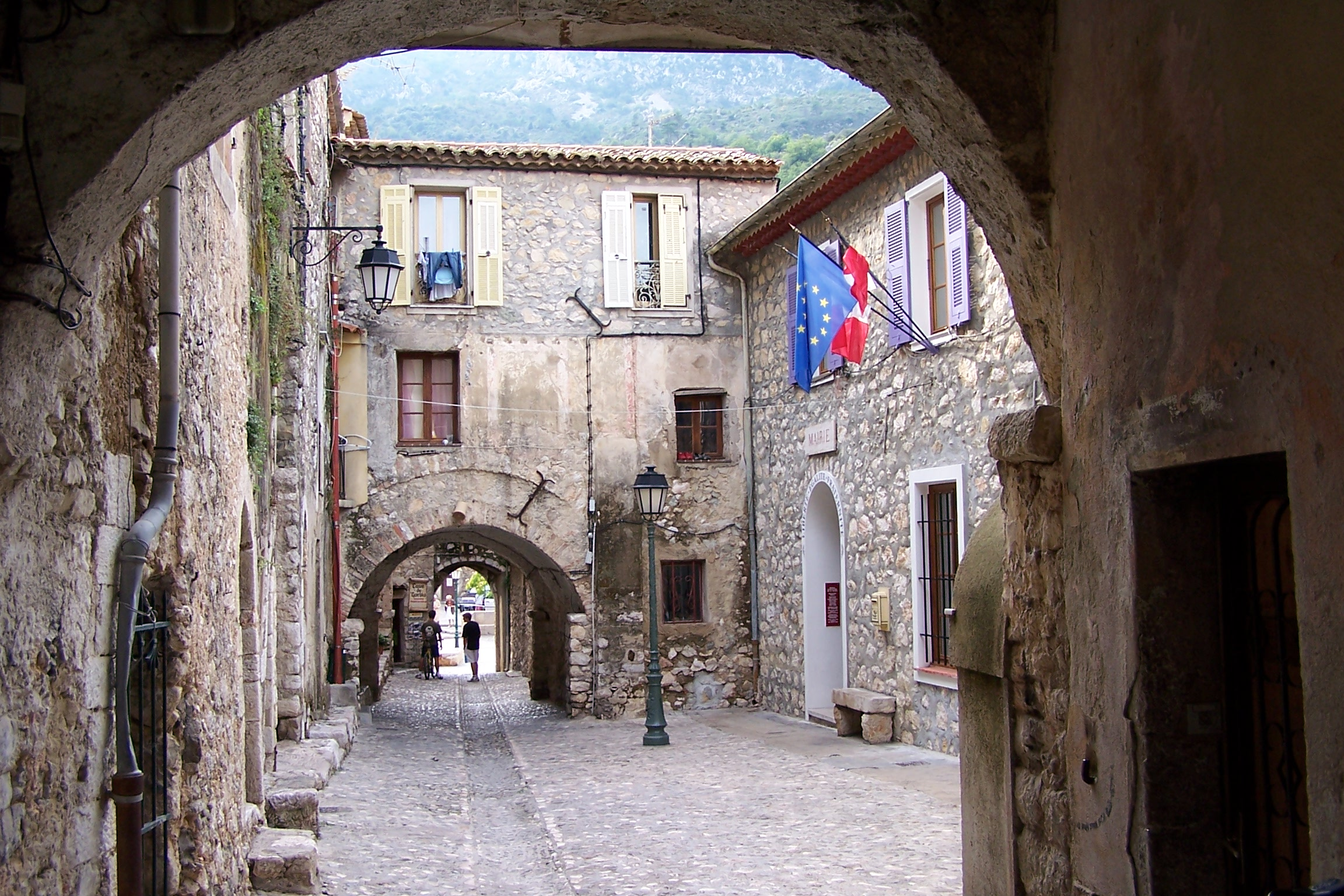
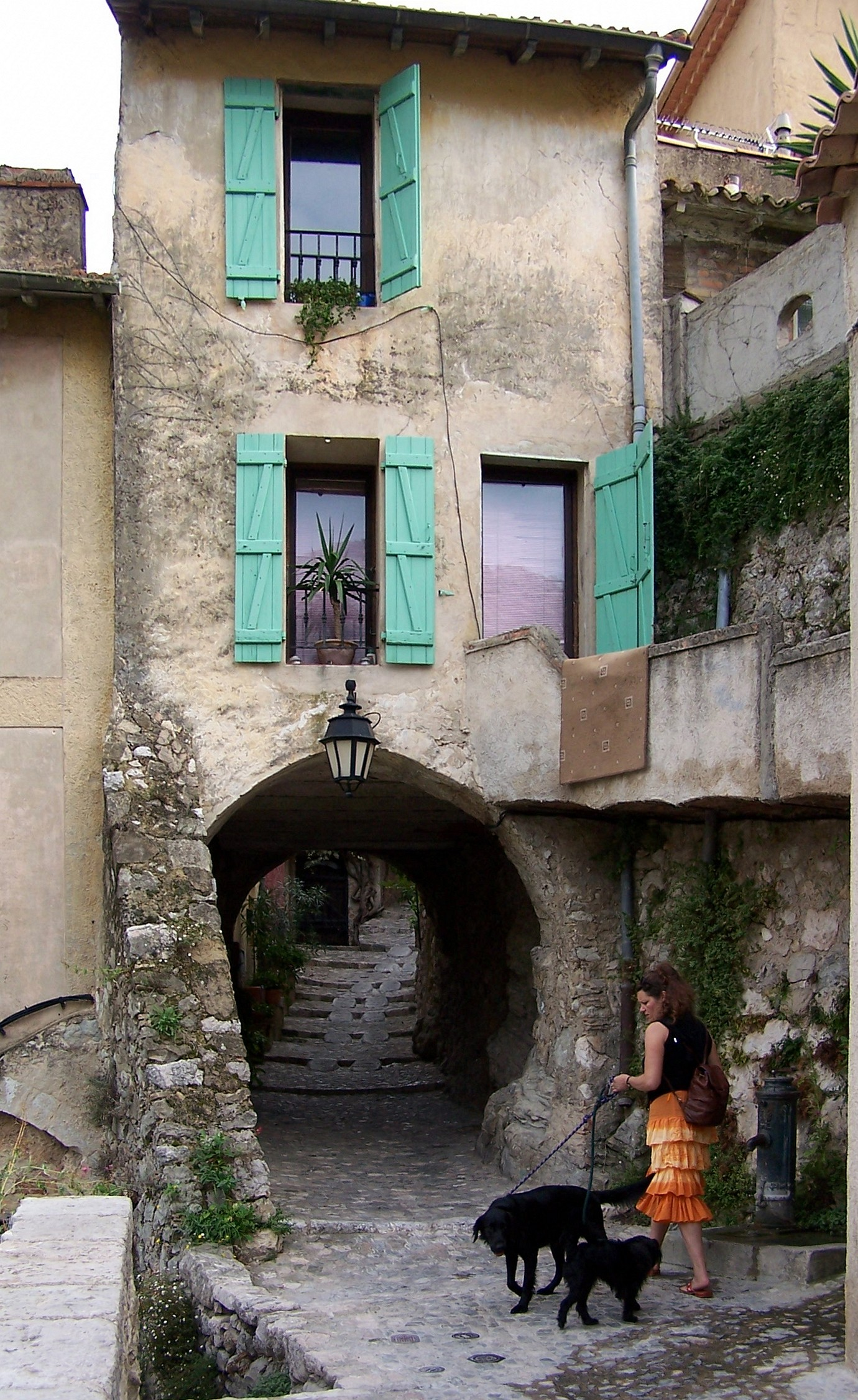